# Dominantie (geografie)

De dominantie van berg B is precies de afstand tot het even hoog gelegen punt aan de voet van de hogere berg A. Berg C blijft daarbij buiten beschouwing, omdat deze verder van berg B gelegen is dan berg A.

Met dominantie wordt in de topografie de straal rondom een hoogtepunt, meestal een bergtop, bedoeld, tot het dichtstbij gelegen hoogtepunt dat hoger is dan het eerste. Met een berg met een dominantie van n kilometer wordt dan bedoeld dat in een omtrek van n kilometer rondom de top van de berg geen hoger hoogtepunt te vinden is.
De dominantie is samen met de prominentie het belangrijkste criterium om een bergtop als een zelfstandige berg te classificeren. Om de dominantie te meten, meet men de afstand vanaf de top tot het dichtstbij gelegen punt op de hoogtelijn die op dezelfde hoogte rondom een berg getrokken kan worden. 
Bij de Zugspitze (2962 meter) bijvoorbeeld gaat dat als volgt. De dichtstbijzijnde hogere top is de Acherkogel (3007 meter) in de Stubaier Alpen. Op deze berg wordt op 2962 meter een hoogtelijn getrokken. Vervolgens wordt nagegaan welk punt op deze hoogtelijn het dichtst bij de Zugspitze gelegen is. Vervolgens wordt de afstand gemeten tussen dit punt en de top van de Zugspitze. Deze afstand bedraagt 24,6 kilometer. De dominantie van de Zugspitze bedraagt daarmee 24,6 kilometer, aangezien in een straal van 24,6 kilometer rondom deze bergtop geen hogere bergtop te vinden is. Hieruit volgt dat de dominantie van de Mount Everest oneindig is, aangezien er op aarde geen hoger hoogtepunt te vinden is.